# Richard Kennelly
Richard Kennelly, född den 4 juli 1965 i Boston, Massachusetts, är en amerikansk roddare.
Han tog OS-silver i fyra utan styrman i samband med de olympiska roddtävlingarna 1988 i Seoul.